# جيني نوردين
جيني نوردين (15 مايو 1993 - ) هي لاعبة كرة قدم سويدية في مركز الدفاع.

## وصلات خارجية
- جيني نوردين على موقع الاتحاد الأوربي (الإنجليزية)
- جيني نوردين على موقع اتحاد السويد (السويدية)
- جيني نوردين على موقع قاعدة بيانات كرة القدم.إي يو (الإنجليزية)
- جيني نوردين على موقع Soccerway.com (الإنجليزية)
- جيني نوردين على موقع عالم كرة القدم.نت (الإنجليزية)